# Hietasaari (ö i Kymmenedalen, Kouvola, lat 61,14, long 27,07)
Hietasaari är en ö i Finland. Den ligger i sjön Pesäntäjärvi och i kommunen Kouvola i den ekonomiska regionen  Kouvola ekonomiska region  och landskapet Kymmenedalen, i den södra delen av landet, 160 km nordost om huvudstaden Helsingfors. Öns area är 0,5 hektar och dess största längd är 120 meter i öst-västlig riktning.